# دوسر كوتشي
دوسر كوتشي (الاسم العلمي: Aegilops kotschyi) هي نوع نباتي يتبع جنس الدوسر من الفصيلة النجيلية. 

## الموئل والانتشار
موطنه بلاد الشام ومصر والمغرب العربي وقبرص وتركيا والقوقاز.

## مرادفات للاسم العلمي
- (باللاتينية: Sitopsis sharonensis (Eig) Á. Löve)